# バカヤロー!2 幸せになりたい。
『バカヤロー!2 幸せになりたい。 』（バカヤロー!2 しあわせになりたい。）は、1989年の日本映画。

## 概要
『バカヤロー!』シリーズの第二弾で、バンダイ提供、光和インターナショナル制作、松竹配給。四話オムニバス形式の作品である。

## スタッフ
- 製作総指揮・脚本：森田芳光
- 監督：本田昌広（第一話）、鈴木元（第二話）、岩松了（第三話）、成田裕介（第四話）
- プロデューサー：宮島秀司、三沢和子
- 音楽：土方隆行
- 音楽プロデューサー：梶原浩史
- 撮影：栢原直樹（第一話と第四話）、浜田毅（第二話と第三話）
- 美術：寒竹恒雄（第一話と第四話）、細石照美（第二話と第三話）
- 編集：冨田功
- 主題歌：『サン・トワ・マ・ミー』（RCサクセション）

## 第一話「パパの立場もわかれ」

### あらすじ
旅行代理店の苦情処理係・岡田良介（小林稔侍）は、休日返上で仕事に打ち込んでいたため、妻と娘から不満を漏らされていた。ニューカレドニア旅行のチケットを社員優遇制度で確保し面目を回復した良介は上機嫌だったが、部長から顧客にチケットを回すよう指示されてしまう。代替地のチケットを入手しようと努力するものの夏休み期間中の航空機予約はどこも満席で、イライラは増すばかりだった。

### キャスト
- 岡田良介：小林稔侍
- 岡田夏子：風吹ジュン
- 岡田亜矢子：高橋祐子
- 笠松好司（岡田の上司）：橋爪功

## 第二話「こわいお客様がイヤだ」

### あらすじ
深夜のコンビニエンスストアでアルバイトをしている梶木丸男（堤真一）は、常連客のマナーを逸した行動に頭を悩ませていた。人見知りのバイト仲間（太田光）はレジで接客しようとせず、いつも隅に隠れて漫画（ぼのぼの）を読みふけっている。ある晩、美人の女性客に「ごきげんよう」と声をかけられ一目惚れした丸男は、その女性を優遇しようとする。しかし、これがきっかけとなり店内は混乱しはじめ、猜疑心から丸男は妄想を抱き始める。遂には店内の商品を勝手に飲み食いしたり、行動がエスカレートしていくものだと決めつけてしまい怒りを爆発させた丸男は、全員の客とバイト仲間を店外へ追い出しシャッターを閉めてしまう。

### キャスト
- 梶木丸男：堤真一
- 桜町弘子（美人の客）：金子美香
- 中山信（夢に登場するレンタルビデオ店店長）：イッセー尾形
- 鳥井守（丸男のバイト仲間）：太田光
- 波丘伸（生理用品を万引きする男）：田中裕二
- 菓山健一：金田明夫
- 九重裕一（トイレを貸せと詰め寄る男）：島崎俊郎
- 東山みや子：銀粉蝶
- 堀田義也（コンビニで値切る客）：ベンガル
- 久木都：宮田早苗

## 第三話「新しさについていけない」

### あらすじ
郊外の新興住宅地に新居を構えた新婚の高橋秋男（藤井郁弥）は、妻（荻野目慶子）と仲良くユーミンの『DESTINY』のレコードを聴いて新生活を始めるのが夢だったがレコード針が不調で聴くことができず、夫婦でCD店に針を買いに出かけた。しかし、店長に「今はレコードプレーヤーではなく、CDプレーヤーの時代だ」と軽くあしらわれ帰宅する。更に、電気製品に詳しい隣の青年からは掃除機や洗濯機が旧式でうるさいと文句を言われ、新製品を買い揃えようと秋葉原へ出かける。ローンで電気製品を購入した夫婦の元へ青年が親戚の電器屋を伴って訪問し、購入した電気製品は既に旧式で新製品なら多機能で価格も安いと指摘される。

### キャスト
- 高橋秋男：藤井郁弥（現・フミヤ）
- 高橋むら子：荻野目慶子
- 寄合保（隣の青年）：尾美としのり
- 寄貝やすし（親戚の電器屋）：柄本明
- 神田二郎：佐藤恒治
- 松川徹（CD店店長）：竹中直人
- おばさん：広岡由里子

## 第四話「女だけトシとるなんて」

### あらすじ
年下の女性の結婚披露宴に出席した瀬間理恵（山田邦子）は、恋人に結婚を迫るが煮え切らない態度をとられたため見切りをつけて故郷へUターンした。新しい生活を始めようと何社も面接試験に挑む理恵であったが、もうすぐ27歳という年齢を遠まわしに否定され続け、男性面接官に怒りをぶつけるのだった。その後は再就職出来た模様である。

### キャスト
- 瀬間理恵：山田邦子
- 町倉光子：香坂みゆき
- 瀬間折蔵（理恵の父）：辻村真人
- 瀬間たえ（理恵の母）：水野久美
- 大沼洋二：加藤善博
- 林田邦保：桜金造